# Лесников, Иван Петрович
Лесников, Иван Петрович (10 (22) сентября 1811; Санкт-Петербург, Российская Империя — 15 (27) апреля 1893; там же) — русский государственный деятель; тайный советник, потомственный дворянин, потомственный почётный гражданин. Вице-президент С.-Петербургского комитета для разбора и призрения нищих, член Совета торговли и мануфактур Министерства финансов, почётный член Демидовского Дома призрения трудящихся и Совета С.-Петербургского Дома милосердия. С.-Петербургский городской голова и 1-й гильдии купец, гласный С.-Петербургской городской думы, с.-петербургский присяжный заседатель. Видный общественный деятель, меценат и благотворитель XIX в.

## Биография
Сын с.-петербургского 1-й гильдии купца, потомственного почётного гражданина и кавалера, благотворителя и мецената Петра Васильевича Лесникова (1770—25.12.1848), директора (от купечества) Государственного коммерческого банка, учредителя и первого директора частной бесплатной С.-Петербургской Александровской сыпной (инфекционной) больницы, с 1831 по 1848 — ктитора (1831—1835; 1836—1837), церковного старосты (1838—1848) Спасо-Преображенского всей гвардии собора и старосты госпитальной церкви Преображенского лейб-гвардии полка. Мать — купеческая дочь Евдокия (Авдотья) Терентьевна (1792 или 1794—27.11.1868), после смерти мужа приняла постриг, с именем Евфросинии, став схимонахиней Тихоновой пустыни, Калужского уезда, где и скончалась после 19 ½ лет жительства. Она, как и муж, много жертвовала на церковные нужды. В большой купеческой семье было пятнадцать детей. После смерти в июне 1841 года старшего брата Василия, и отца — в декабре 1848, И. П. Лесникова стал старшим в купеческом роду.
Окончил петербургское Главное немецкое училище при евангелическо-лютеранской церкви Св. Петра (Петришуле), затем учился в Императорской Академии художеств на правах вольнослушателя и за рисунок с натуры, по четырехмесячным экзаменам, происходившим 22 декабря 1828 (3 января 1829), получил от Академии серебряную медаль 2-го достоинства. По классу живописи занимался у таких знаменитых живописцев, как А. И. Иванов, В. К. Шебуев и А. Е. Егоров.
Являлся хозяином крупнейшего в Петербурге торгового дома, занимавшегося производством и продажей суконных изделий. Владел в городе тремя каменными домами на Большой Морской ул., 18; ул. Чайковского, 17; Караванной ул., 9.
Ещё один деревянный дом — был у Ивана Петровича в Лесном, он располагался тогда на территории нынешнего филиала Алмазовского центра, на углу современных улиц Пархоменко и Орбели.
13 (25) октября 1838 возведён, по заслугам отца, в потомственное почётное гражданство. В с.-петербургском купечестве с 1849 года, по 1-й гильдии.
Во время бушевавшей в С.-Петербурге в 1848 эпидемии холеры, унесшей жизни множества горожан, был избран городской общей думой от сословия личных дворян и почётных граждан в Комитет призрения осиротевших от холеры сотрудником-посетителем по 2-й Адмиралтейской части и состоял оным с 26 июня (8 июля) 1848 по 4 (16) мая 1850. За труды по комитету пожалован монаршим благоволением. В то же время — с 10 июня по 21 сентября 1848, при Александровской сыпной больнице было открыто особое холерное отделение на 40 коек, устроенное и содержимое из суммы, внесённой на содержание больницы её директором и попечителями.
Продолжил дело своего отца, Петра Васильевича Лесникова, устроителя и содержателя петербургской Александринской сыпной больницы, став её директором 11 (23) января 1849. Служба в должности директора, попечителя, эконома или смотрителя Александринской сыпной больницы была государственной, по ведомству М-ва внутренних дел, а потому дата считается датой вступления И. П. Лесникова в государственную службу. Лица, занимавшие те должности, освобождались от службы по городским выборам на время состояния в сих должностях. Приняв должность директора больницы, И. П. Лесников в первый же год увеличил коечный фонд больницы на 24 кровати. Об эффективности лечения острых инфекционных болезней (скарлатины, оспы, кори) свидетельствуют отчеты: с 17 апреля 1848 по 17 апреля 1849 в больницу поступило 306 больных, из них 272 чел. выздоровело и 20 чел. умерло, что составило соотношение числа умерших к числу выздоровевших, как 1 к 13.
За содействие и благотворительность в пользу Демидовского дома призрения трудящихся избран почётным членом Дома 5 (17) июля 1851.
Высочайшим указом от 5 (17) июня 1851, объявленным Правительствующему сенату, государь император, по рассмотрении доклада министра внутренних дел, о кандидатах, избранных на должность с.-петербургского городского головы, утверждён в звании и должности с.-петербургского городского головы, почётный гражданин, 1-й гильдии купец Иван Лесников. Состоял в той должности по 25 мая (6 июня) 1857. По должности городского головы, с 1851 по 1857 год состоял непременным членом присутствия Попечительного совета заведений общественного призрения в С.-Петербурге.
С целью придания большей организованности работе Чесменской военной богадельни И. П. Лесникова избрали 3 (15) июня 1853 почётным членом её хозяйственного комитета. 3 декабря того же года Иван Петрович пожертвовал 20 тысяч рублей серебром на устройстве в месте военных действий с Турцией временных госпиталей для российского воинства, за что в декабре 1853 был удостоен высочайшей признательности. В 1854 за пожертвование съемно-неподвижных повязок для всей действующей армии он вновь получил высочайшую благодарность. Петербургская городская дума в годы Крымской войны внесла немалый вклад в формирование государственного ополчения. Город нёс большие расходы по обмундированию и продовольственному обеспечению ополченцев, размещению и организации ополченских дружин. И. П. Лесников из своих средств лично внёс 10 тысяч рублей серебром на нужды ополчения, за что в феврале 1855 года получил очередную Высочайшую благодарность.
Жертвуя деньги на военные нужды, Иван Петрович, как и раньше, не переставал оказывать денежную помощь медицинским и благотворительным организациям Петербурга. Так, за поддержание устроенной в 1845 году его отцом Александринской сыпной больницы, 3 (15) февраля 1852 он был награждён орденом Святой Анны 3 степени. В том же — 1852, пожертвовал 300 руб. серебром на издержки по устройству начатого с 1 (13) января 1852 вечернего освещения Императорской публичной библиотеки. По должности городского головы, с 18 августа 1854 назначен членом высочайше учреждённой комиссии об оказании помощи погоревшим 13 августа 1854 в казармах лейб-гвардии Измайловского полка.
С 12 марта 1853 по 1 января 1859 года состоял директором Петербургского попечительного о тюрьмах комитета, члены которого оказывали серьёзную помощь заключенным, улучшая условия их содержания и питания, а также заботясь об участи детей арестантов. За труды по должности городского головы и благотворительность, И. П. Лесников в апреле 1853 года был пожалован орденом Святой Анны 2-й степени. 26 апреля 1853 года из купцов 1-й гильдии произведён в чин надворного советника.
По предложению И. П. Лесникова, С.-Петербургская городская общая дума, по отделению купеческому, общественным приговором 10 (22) марта 1855 постановила, в память скончавшегося Николая I: 1) в Доме призрения престарелых и увечных граждан (Волковская купеческая богадельня), содержимом за счет столичного купечества, учредить сверх существующего штата дополнительно два особых отделения на 40 призреваемых обоего пола, к, кроме того, увеличить штат состоящих при богадельне школ: Николаевской и Александринской, 20-ю пансионерами, 10-ю мальчиками и 10-ю девочками, с наименованием: «Отделениями и пансионерами в память императора Николая I», отнеся содержание оных на общественные суммы, имеющиеся в распоряжении Комитета, заведующего помянутым домом; 2) Дом призрения впредь именовать «Николаевским домом призрения престарелых и увечных граждан». Общественный приговор высочайше утвержден 18 (30) марта 1855, с объявлением с.-петербургскому купечеству монаршего благоволения.
За труды по должности городского головы во время военного положения, 1 (13) апреля 1856 пожалован орденом Святой Анны 2 степени с императорской короной. В августе 1856 представлял с.-петербургское городское общество в Москве, во время торжества коронации Александра II, и 26 августа (7 сентября) 1856 был пожалован чином коллежского советника. 4 (16) мая 1857 уволен в отпуск за границу, в Германию, Францию, Италию и Англию, на 4 месяца, и 11 мая выехал из С.-Петербурга в Варшаву. За усердие в пользу 6-летнего служения городским головой получил признательность от думы и пяти сословий 25 мая (6 июня) 1857.
Приказом министра внутренних дел от 11 (23) марта 1860 за № 6, уволен в отпуск, за границу, директор Александринской Сыпной больницы, коллежский советник Лесников — на 7 месяцев. За труды по должности директора Александринской сыпной больницы пожалован 19 апреля 1863 года чином статского советника. За многолетнюю благотворительную деятельность награждён 30 августа 1865 года орденом Святого Владимира 3 степени. По докладу министра внутренних дел о предоставлении директору с.-петербургской сыпной больницы, статскому советнику Лесникову потомственного дворянства, по пожалованному ему 30 августа 1865 ордену Св. Владимира 3 степени, Его Императорское Величество 14 октября 1866 года всемилостивешй на сие соизволил «на случай, если в тексте указа о пожаловании Лесникову сказанного ордена сделано было обычное ограничение на счет прав состояния». Получил потомственное дворянство 14 октября 1866 года с внесением в дворянскую родословную книгу Санкт-Петербургской губернии. В том же — 1866, высочайше утверждён почётным членом Совета С.-Петербургского Дома милосердия. За отличие и труды по званию и должности почётного члена С.-Петербургского Дома милосердия, состоящего под покровительством великой княгини Марии Николаевны, и директора Александрийской сыпной больницы, пожалован в чин действительного статского советника 12 (24) января 1868.
Одновременно с деятельностью на благо общественного призрения, занимался коммерческой деятельностью. Учредитель акционерного «Общества с.-петербургских водопроводов» и с 8 (20) марта 1862 — член комиссии для рассмотрения финансового положения общества. Торговал отечественными и импортными сукнами, мехами и мануфактурными товарами из них в Гостином дворе (ул. Садовая, д. № 65). В начале 1860-х заключил с Российско-американской компанией эксклюзивный многолетний контракт, давший ему монопольное право по продаже в России всех компанейских бобровых мехов и изделий из них. С 17 (29) ноября 1867 — член-учредитель Общества для содействия русской промышленности и торговле.
Как бывший городской голова, в составе депутаций от с.-петербургского городского общества удостаивался аудиенций Александра II. Избирался гласным С.-Петербургской городской думы и членом думских комиссии и комитетов: член комиссии для составления предположений о праздновании предстоящего в 1880 г. 25-летия царствования государя императора с 28.09.1879; член комиссии по вопросам о пересмотре существующей системы выборов в гласные Думы и о мерах к успешному ведению дел в Думе с 12.12.1879 — и др. С 1856 по 1893 год, с перерывами — член С.-Петербургского Английского собрания.
Высочайшим приказом от 12 (24) ноября 1865 за № 37, по Министерству внутренних дел, назначается, директор Александринской сыпной больницы, статский советник Лесников — членом Комитета, высочайше учрежденного для разбора и призрения нищих в С.-Петербурге, с 5 (17) ноября 1865. По должности и званию члена Комитета, принимал ближайшее участие в открытии 25 марта (6 апреля) 1870 при комитете ремесленного училища для мальчиков. По той должности пожалован, за отличие, в чин тайного советника 12 (24) апреля 1880. Именным высочайшим указом от 12 (24) сентября 1885 члену Комитета для разбора и призрения нищих в С.-Петербурге, тайному советнику Лесникову, всемилостивейше повелено быть вице-президентом Комитета. ВП от 12 (24) сентября 1885 за № 37, по Министерству внутренних дел, назначен, член Высочайше учрежденного Комитета для разбора и призрения нищих в С.-Петербурге, тайный советник Лесников — вице-президентом сего комитета. Президентом комитета был министр внутренних дел. Состоял в той должности до самой смерти. Преемник — чиновник особых поручений V класса при министре народного просвещения и почётный попечитель Императорской Николаевской Царскосельской гимназии, действительный статский советник И. В. Рукавишников, назначен 9 (21) июля 1893, с оставлением в занимаемых должностях.
В 60-е годы XIX века И. П. Лесников являлся попечителем Калинкинской городской больницы.
В 1866—1867 входил (с 10 августа 1866) в состав Центрального правления Товарищества приобретателей имений в западных губерниях, состоящего в ведении М-ва государственных имуществ, по званию и должности члена Центрального правления от заёмщиков. Товарищество было учреждено в 1866 и открыло деятельность 1 ноября. Согласно устава, оно должно было составиться из приобретателей имений, получивших от М-ва государственных имуществ свидетельство на право воспользоваться льготной ссудой для покупки имения. Эти лица становились должниками товарищества, получая от него ссуду или закладными листами, или вырученными через продажу этих листов наличными деньгами. Кредитную деятельность (выдачу ссуд) товарищество не начало и в 1867 было закрыто. Однако, за труды по той должности, по представлению министра государственных имуществ, Лесников в июле 1867 пожалован высочайшим благоволением. С 1867 по 1869 — член С.-Петербургского собрания сельских хозяев.
С 2 (14) ноября 1869 — действительный член С.-Петербургского славянского благотворительного общества. Пожертвовал деньги на устройство школы в г. Бэроуне, в Нижних Васоевичах, «в крае, бывшем недавно театром войны между черногорцами и турками и потому крайне разоренном».
В связи с судебной реформой Александра II, Лесников избирался присяжным заседателем С.-Петербургского судебного округа на 1867 и 1868 гг. В судебном заседании уголовного отделения С.-Петербургского окружного суда от 28 августа (9 сентября) 1867, рассматривавшего дело об отставном инженер штабс-капитане Владимире Шишкине и жене его Вере Ивановой Шишкиной (по первому браку — вдова выборгского 1-й гильдии купца Ландсберга) обвиняемых в присвоении чужого имущества (умершего купца Ландсберга на сумму 170 000 руб.) избран старшиной присяжных заседателей. Защиту Шишкиных осуществлял известный присяжный поверенный В. Д. Спасович.
С 11 (23) апреля 1871 — член Общества для пособия нуждающимся литераторам и ученым.
В библиографии утверждается, что в 1872 на пожертвованные им деньги в церкви в честь иконы Владимирской Божьей Матери освящен придел во имя Веры, Надежды, Любови и матери их Софии. По другим сведениям, указанное пожертвование сделано его братом — потомственным почётным гражданином и кавалером Игнатием Петровичем Лесниковым (22.01.1814—7.09.1878). Однако, И. П. Лесников был одним из главных благотворителей по устройству Короцкой женской обители (впоследствии Короцкий Тихонов женский монастырь, Валдайского у., Новгородской губ.) и в октябре 1871 присутствовал при освящении Короцкой женской обители, прежде общины. Состоял действительным членом Свято-Владимирского братства ревнителей православия при Софийском кафедральном соборе в Киеве. За значительные пожертвования на духовные цели, в марте 1872 года был удостоен благословения Святейшего синода. Почётный член Общества вспоможения бедным в приходе церкви Воскресения Христова в Малой Коломне. Один из главных благотворителей Храма Преображения Господня при Доме милосердия в Лесном. С 1887 по 1889 год Иван Петрович Лесников своими пожертвованиями принимал участие в строительстве нового каменного храма, из отчётов которого известно, что после окончания строительства Иван Петрович пожертвовал храму: «отличной работы бронзовое вызолоченное паникадило на 44 свечи», а также, «2 больших, к местным иконам, подсвечника». Вместе с супругой — Анисьей Петровной, ежегодно делал пожертвования, по случаю новогодних праздников и Пасхи, в пользу С.-Петербургских детских приютов.
Умер И. П. Лесников в 1893 году в собственном доме № 9 на Караванной улице. Похоронен в Александро-Невской лавре в Петербурге.
Его вдова — А. П. Лесникова, для увековечения памяти мужа пожертвовала Комитету для разбора и призрения нищих в С.-Петербурге 100 000 руб. серебром на строительство здания для «Женской богадельни имени И. П. Лесникова», состоявшей в ведении Комитета, «в которой бы пожизнено призревались нищие, мужчины и женщины, достигнувшие такого возраста, когда они уже более не способны к труду». Здание на ул. Торговой (ныне ул. Союза Печатников), 26 (рядом со зданием Комитета) было выстроено в 1894—1895 по проекту В. Ф. Геккера. На 2-м этаже был устроен небольшой храм во имя свт. Иоанна Златоуста и свмц. Анисии (в честь небесных покровителей первых жертвователей). В 1906 здание богадельни было надстроено двумя этажами по проекту архитектора Константина Владимировича Маковского и получило новый фасад. В 1900-е здесь призревалось 75 престарелых женщин. Ныне в здании располагается средняя школа.

## Награды
- Звание потомственного почётного гражданина (13.10.1838) по заслугам отца[10].
- Высочайшая благодарность Е. И. В. и признательность Государя Наследника Цесаревича (4.11.1849) за значительное увеличение числа приемных кроватей Александринской сыпной больницы[54].
- Особое монаршее благоволение (22.04.1850) за труды по званию сотрудника-посетителя Комитета, высочайше учреждённого для призрения осиротевших от холеры[55].
- Орден Святой Анны 3 степени (17.03.1852) за труды по званию и должности директора Александринской сыпной больницы[56].
- Орден Святой Анны 2 степени (19.04.1853) за «отлично-усердную службу, начальством засвидетельствованную, и за участие, принимаемое в достохвальных действиях с.-петербургского купечества <…> с теми по сему ордену правами, какие принадлежат лицам купеческого звания»[57].
- Особенная высочайшая признательность (6.12.1853) за пожертвование 20 000 руб. серебром личных средств на устройство временных военно-полевых госпиталей «на месте военных действий с Турцией»[58].
- Высочайшая благодарность (19.04.1854) за принятие на свой счет всех издержек по изготовлению усовершенствованных старшим врачом Образцового военного госпиталя Пеликаном съемно-неподвижных повязок для всей Действующей армии «в той мере, в какой Медицинским департаментом Военного м-ва признано будет необходимым»[59].
- Высочайшее благоволение (01.07.1854) за труды по званию и должности члена Попечительного совета заведений общественного призрения в С.-Петербурге.
- Высочайшая благодарность (февраль 1855) за пожертвование 10 000 руб. серебром личных средств на нужды формирования дружин Государственного ополчения по случаю манифеста от 29 января (10 февраля) 1855[60].
- Орден Святой Анны 2 степени, императорской короной украшенный (1.04.1856), по засвидетельствованию начальства «о похвальном усердии и примерной деятельности, оказанных им во время состояния столицы на военном положений, с теми по сему ордену правами, какие принадлежат лицам купеческого звания»[61].
- Темно-бронзовая медаль «В память войны 1853—1856», на Аннинской ленте (26.08.1856)
- Общественная благодарность от С.-Петербургской общей думы и пяти сословий городского общества (25.05.1857) за усердие и труды в пользу 6-летнего служения городским головой.
- Орден Святого Владимира 3 степени (30.08.1865) за многолетние труды в пользу деятельности Александринской сыпной больницы.
- Высочайшим повелением возведён в потомственное дворянство (14.10.1866) по пожалованному ордену Св. Владимира 3 степени (печатный указ от 25.10.1866[62]). Определением С.-Петербургского ДДС от 25 ноября (7 декабря) 1865 признан, с женой, в потомственном дворянском достоинстве, со внесением в 1 ч. ДРК; определение утверждено сенатским указом от 18 (30) ноября 1867, с правом внесения в 3 ч. ДРК.[63]. Герб (дипломный) утверждён 22 мая (3 июня) 1869.[64]
- Высочайшее благоволение (5.07.1867) за «отлично-усердное и вполне добросовестное исполнение возложенных обязанностей» по должности члена от заёмщиков Центрального правления Товарищества приобретателей имений в западных губерниях[65].
- Чин действительного статского советника (12.01.1868) за отличие и труды по званию и должности почётного члена С.-Петербургского дома милосердия и директора Александринской сыпной больницы[66].
- Орден Святого Станислава 1 степени (17.04.1870) по званию и должности почётного члена Совета С.-Петербургского дома милосердия, «во внимание к отличной деятельности и особым трудам на пользу С.-Петербургского дома милосердия»[67].
- Благословение Святейшего синода (30.03/9.05.1872) за сделанные им в 1871 пожертвования, за «усердие ко святым обителям и храмам Божием и благопопечительность о нуждах местных причтов»[49].
- Орден Святой Анны 1 степени (31.03.1874) по званию и должности директора Александровской сыпной больницы, «во внимание к отлично-усердной и ревностной службе»[68].
- Чин тайного советника (12.04.1880) за отличие и труды по званию и должности члена Высочайше учреждённого Комитета для разбора и призрения нищих в С.-Петербурге[69].
- Орден Святого Владимира 2 степени (16.01.1886) по должности вице-президента высочайше учреждённого Комитета для разбора и призрения нищих в С.-Петербурге, «во внимание к ревностной и продолжительной службе вашей по Высочайше учреждённому Комитету для разбора и призрения нищих»[70].
- Орден Белого орла (01.01.1891) по должности вице-президента высочайше учреждённого Комитета для разбора и призрения нищих в С.-Петербурге, «во внимание к ревностной службе вашей и отличным трудам, министром внутренних дел засвидетельствованным»[71].

## Семья
- Жена — Анисья Петрова Катенева (28.12.1818—10.12.1897[52]), дочь с.-петербургского 1-й гильдии купца. Венчались 12 (24) июля 1836 в Спасо-Преображенском всей гвардии соборе. Поручители по женихе: с.-петербургские купцы Пётр [Васильевич] Лесников и Василий Афанасьев; по невесте: с.-петербургские купцы Фёдор Степанов Стречков и Фёдор Бородин[72]. Брак бездетен. В бытность мужа городским головой портреты А. П. Лесниковой написаны академиками С. К. Зарянко[73] и Г. И. Яковлевым[74]. Во время Крымскской войны состояла членом-распорядительницей С.-Петербургского женского комитета для принятия и распределения денежных пожертвований в пользу недостаточных семейств войнов, назначенных для защиты столицы и Прибалтийского края[75]. С 1861 состояла членом «четвертого разряда» Общества восстановления православного христианства на Кавказе[76], созданного по инициативе наместника Кавказа князя А. И. Барятинского взамен закрытой Осетинской духовной комиссии. По определению Святейшего Синода от 31.05/22.06.1872, по представлению духовного управления Олонецкой епархии, за пожертвования удостоена благословения Святейшего Синода[77]. Овдовев, тайная советница А. П. Лесникова пожертвовала 100 000 руб. серебром на строительство женской богадельни, названной в честь мужа. Богадельня входила в состав Комитета для разбора и призрения нищих в С.-Петербурге, вице-президентом которого был И. П. Лесников. Ныне в здании бывшей богадельни располагается средняя школа (ул. Союза Печатников, 26).
- Связь с семейством Глазуновых[78].

Дочери его братьев (Василия и Игната) были замужем за Глазуновыми (отцом и сыном). Анна (дочь Василия) была замужем за Иваном Ильичем Глазуновым (1826—1889), а Надежда (дочь Игната) — за Ильей Ивановичем Глазуновым (1856—1913), его сыном. И Иван Ильич Глазунов, и его сын Илья Иванович Глазунов в разное время были городскими головами Санкт-Петербурга.
Сам Иван Петрович неоднократно выступал в роли крестного отца детей Ивана Ильича Глазунова.